# Louis-Armstrong-Tournee durch die DDR

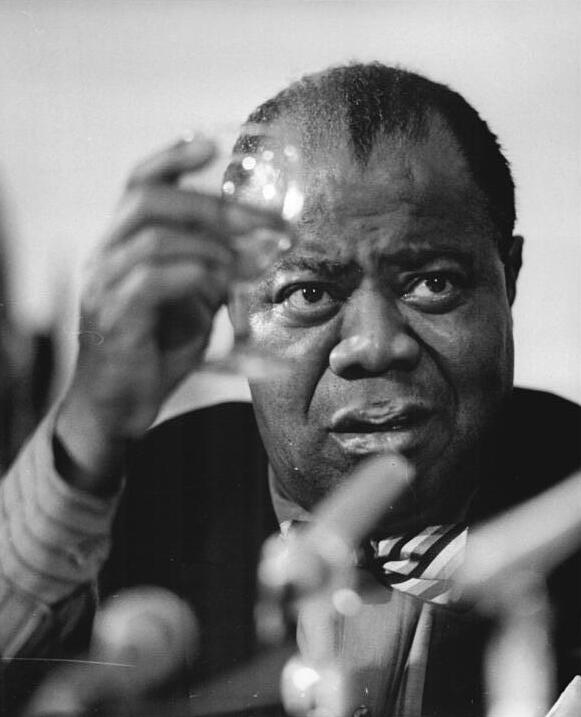
Louis Armstrong während der Pressekonferenz in Berlin, 19. März 1965

Die Louis-Armstrong-Tournee durch die DDR fand im März und April 1965 statt. Sie bestand aus 17 Konzerten des US-amerikanischen Musikers Louis Armstrong in Ost-Berlin, Leipzig, Magdeburg, Erfurt und Schwerin.

## Vorgeschichte
Ab den frühen 1960er Jahren nahmen die Vorbehalte gegenüber Jazz und Blues in den realsozialistischen Ländern im östlichen Europa etwas ab. 1959 hatte Armstrong erstmals in Jugoslawien gespielt, 1962 Benny Goodman in der Sowjetunion, 1964 gastierte das American Folk Blues Festival in Ost-Berlin und im März 1965 spielte Leo Wright in Dresden.
Das Management von Louis Armstrong bot diesen Ländern 1965 für seine Europatournee Auftritte an. Das wurde vom Außenministerium der Vereinigten Staaten maßgeblich unterstützt, da es Armstrong als prominenten Kulturbotschafter der westlichen Welt ansah. In der DDR übernahm die Künstler-Agentur der DDR die Organisation, als sachkundiger Begleiter wurde der Jazz-Experte Karlheinz Drechsel ausgewählt. Die DDR beglich die Kosten selbst, obwohl die USA sie bei solchen Konzerten in östlichen Ländern oft übernahmen. Dafür wurden dem Schweizer Musikunternehmer Werner Schmid Wertobjekte wie Optik vom VEB Carl Zeiss Jena und wahrscheinlich auch Jagdwaffen aus Suhl und Antiquitäten zum Weiterverkauf geliefert. Die Erlöse wurden an Armstrongs Management als Entgelt für die Konzerte weitergegeben.

## Verlauf
Die Band kam am 10. März zunächst nach Kopenhagen in Dänemark und flog noch am selben Tag in die ČSSR nach Prag. Dort spielte sie vom 12. bis 18. März neun Konzerte im Lucerna-Palast.

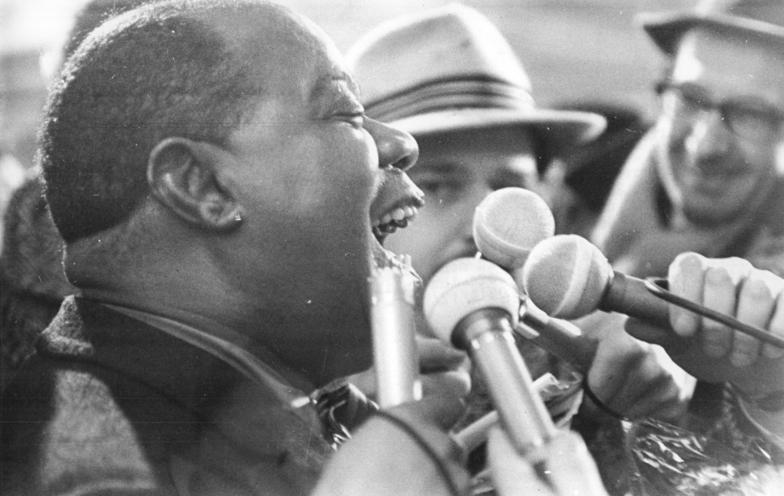
Louis Armstrong singt während seiner Ankunft in Schönefeld

Am 19. März landeten die Musiker auf dem Flughafen Berlin-Schönefeld. In der Empfangshalle wurden sie von den Jazz-Optimisten Berlin mit dem Standard Sleepy time begrüßt, bei dem Armstrong spontan mitsang. Danach hielt der Leiter der Künstleragentur Zielke eine längere politische Rede. Anschließend gab es eine Pressekonferenz im Hotel Metropol, bei der westliche und östliche Journalisten vor allem politische Fragen stellten, denen der Musiker jedoch diplomatisch auswich.
Am 20. März fanden die ersten beiden Konzerte im Friedrichstadt-Palast in Berlin statt, die bekannte US-Sängerin Ella Fitzgerald sang bei mindestens einem mit. In den nächsten beiden Tagen folgten vier weitere Konzerte in Berlin mit jeweils 3000 Zuschauern im ausverkauften Haus. Am 23. und 24. März traten die Musiker in der Messehalle in Leipzig viermal auf, ebenfalls vor jeweils 3000 begeisterten Zuschauern.
Am nächsten Tag war Armstrong bei der ZDF-Fernsehshow Der goldene Schuß in Frankfurt am Main zu Gast. Danach reiste er zu Konzerten nach Bukarest in Rumänien (27./28. März), Belgrad, Novi Sad und Ljubljana in Jugoslawien und nach Bulgarien.
Anschließend kehrten die Musiker in die DDR zurück. Sie spielten am 5. April noch einmal im Friedrichstadt-Palast in Berlin, an den folgenden Tagen in Magdeburg, in Erfurt in der Thüringenhalle und in Schwerin in der Sport- und Kongresshalle. Dort musste eine der Vorstellungen wegen mangelnder Nachfrage ausfallen.
Am 9. April flog die Band vom Flughafen Barth zunächst in die USA zurück. Am 23. Mai kam sie in die Niederlande zu weiteren Konzerten, und am 9. Juni trat sie im Budapester Népstadion vor etwa 91.000 Zuschauern auf.

## Einzelheiten
- Zu den All Stars gehörten bei diesen Konzerten Jewel Brown (Gesang), Billy Kyle (Piano), Tyree Glenn (Posaune), Eddie Shu (Klarinette), Arvell Shaw (Kontrabass) und Danny Barcelona (Schlagzeug). Sie wurden von dem Moderator Karlheinz Drechsel in den Konzerten namentlich angesagt, was Louis Armstrong später sehr lobte, da dies sonst nicht üblich sei.
- Die Band fuhr mit einem Tourbus durch das Land. Wegen einer Panne mussten die Musiker einen ungeplanten Zwischenstopp in Genthin bei Magdeburg einlegen. Dort erhielt Louis Armstrong in der beliebten HO-Gaststätte „Grüne Kachel“ keine Bockwurst, weil die ausverkauft war, dafür aber Bier. Einige Schulkinder nutzten die unverhoffte Gelegenheit, um Autogramme zu bekommen.[1]
- In Leipzig brauchte Louis Armstrong einen Zahnarzt, dem er 50 Mark und zwei Konzertkarten für die Behandlung gab, ebenso in Erfurt, wo er kostenlos behandelt wurde.[1]
- Beim Empfang für Louis Armstrong in Magdeburg saß der damals 19-jährige Reinhard Lakomy am Klavier.[6]
- In Erfurt erhielt Louis Armstrong auch Blumensamen als Geschenk; mit einem Foto davon warb das Unternehmen N.L. Chrestensen jahrelang für seine Produkte.[1][7]
- In Leipzig wies das Ministerium für Staatssicherheit alle inoffiziellen Mitarbeiter an, verdächtige Personen im Zusammenhang mit den Konzerten genauer zu beobachten.[1]

## Nachwirkungen
Die Auftritte lösten bei vielen Besuchern große Begeisterung aus. Auch Zeitungen berichteten sehr positiv. Seitdem war Jazzmusik in der DDR akzeptiert, es erschienen in den nächsten Jahren etliche Schallplatten, seit den 1970er Jahren gab es verschiedene Jazzfestivals.
2010 veröffentlichte der Journalist Stephan Schulz ein umfangreiches Buch über diese Tournee mit Informationen aus Zeitzeugeninterviews, Archivmaterialien, Zeitungsberichten und Fotos.
2023/24 gab es die Fotoausstellung I’ve Seen the Wall im Kunsthaus Das Minsk in Potsdam über die Tournee, auch mit Kunstinstallationen mit Bezügen zu Louis Armstrong.

## Aufnahmen
Von dem Konzert im Friedrichstadtpalast am 22. März 1965 gibt es
- Louis Armstrong & His All Stars, TV-Aufzeichnung[9]
- Louis Armstrong And His All Stars. Satchmo live in Friedrichstadtpalast, 2000, 2 CD

Auch von den Konzerten in Prag und Budapest gibt es Aufnahmen mit der gleichen Bandbesetzung
- Louis Armstrong. Lucerna Hall Prague 1965, 1979, 3 LP[10]